# Gräskö

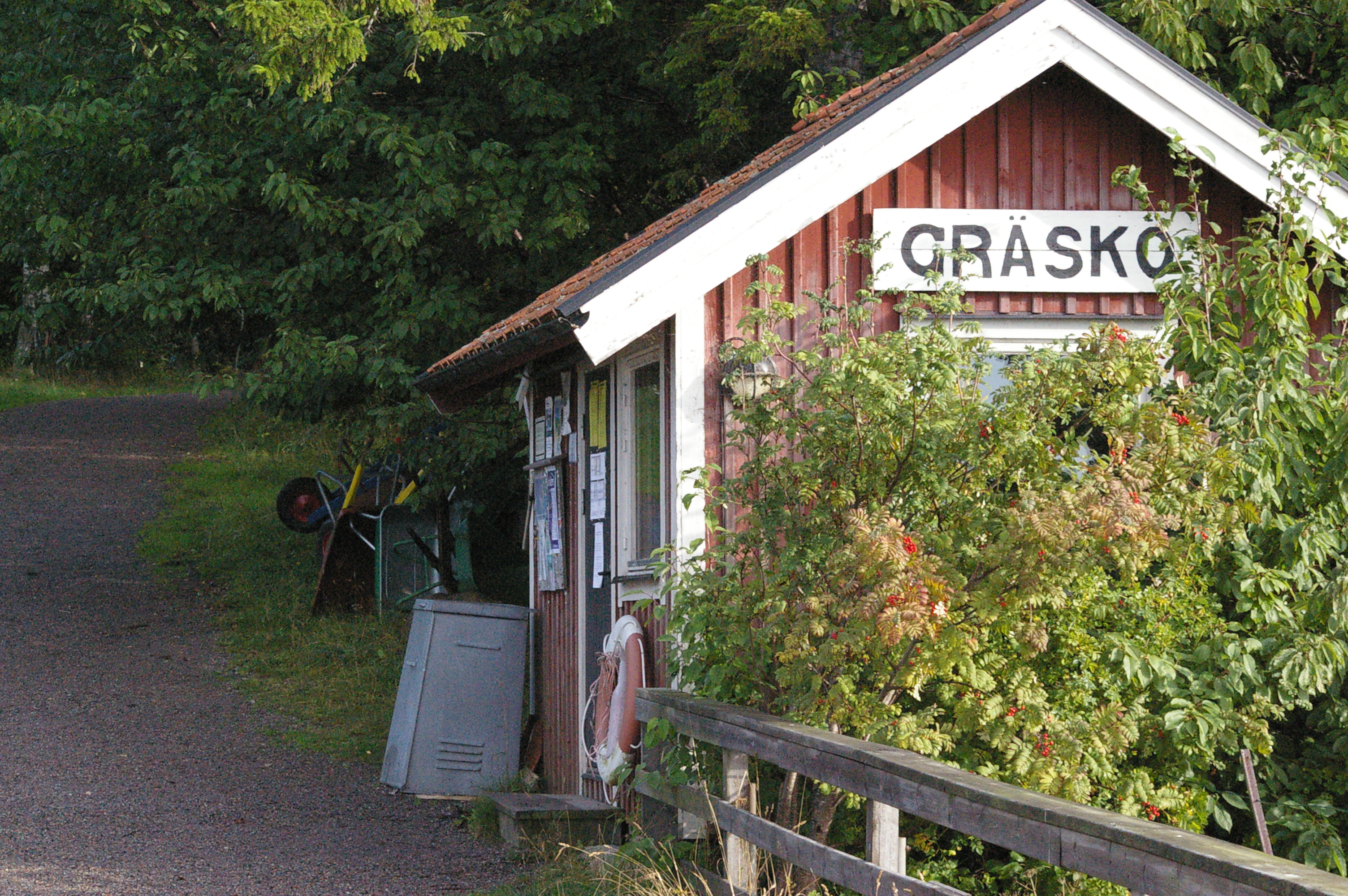
Gräsköhuset.

Gräskö är en ö i norra Stockholms skärgård. Den ligger i Norrtälje kommun. På ön finns mest sommarhus men även en fast befolkning på 28 personer. Byn på ön kallas Gräsken, som även inbegriper några öar runt omkring, bland annat Rågören, Lilla Gåsö, Gåsö och Mäskören och samt några mindre öar.
Gräskö omtalas i skriftliga handlingar första gången 1405. Under 1500-talet kom Gräskö att lyda under Penningby, och utnyttjades då som betesholme. Under 1600-talet kom en torpare till ön och under 1700-talet bosatte sig flera lotsar på ön. 1838 köpte två torpare loss ön från Penningby och delade den mellan sig varvid även de kringliggande holmarna ingick i köpet. Det äldsta torpet låg troligen vid platsen för Englundska gården i Byviken. Nuvarande byggnadsålder är okänd, men det består av en timrad parstuga som 1867 byggdes på med ytterligare en våning. I denna gård bodde senare "Gräskökungen" Uno Österman. Under mellankrigstiden var Gräskö något av ett centrum i Roslagen för spritsmugglingen över Östersjön.
Sommargäster började komma till ön redan i slutet av 1800-talet. Som på andra håll hyrde de till en början in sig hos de fastboende. Under mellankrigstiden börjar de första fritidshusen på ön att uppföras, och under 1960-talet skedde en storskalig exploatering av öns norra delar. I början av 2000-talet fanns 140 fastigheter på ön.

## Näringsliv
På ön finns ett fåtal företag. Bland annat ett sjötaxibolag. Det finns inga butiker på ön utan närmast är i Furusund eller Gräddö på Rådmansö. Från och med sommaren 2013 finns det en sommaröppen handelsbod i byn, Gräskö Handel.

## Kommunikationer
Till Gräskö går det färjetrafik året runt. På vintern går beställningstrafik med M/S Riddarfjärden  på Rödlöga-traden via Gräskö. På vår och höst går det beställningstrafik med M/S Viggen och M/S Sirena, och även fast trafik med M/S Sjöbris och M/S Sjögull med 1–2 turer/vecka till och från Strömkajen i Stockholm. På sommaren går det daglig trafik på alla trader.